# Niesłuchy
Niesłuchy – wieś sołecka w Polsce położona w województwie mazowieckim, w powiecie ciechanowskim, w gminie Sońsk.
Przez wieś przepływa Sona dopływ Wkry.
Niesłuchy graniczą z miejscowościami: Gołotczyzna, Szwejki, Marusy, Ciemniewo, Ciemniewko i Strusinek.
W latach 1975–1998 miejscowość administracyjnie należała do województwa ciechanowskiego.
Dawniej Niesłuchy podzielone były na trzy różne wsie - należały do niej Orły, Wyszczele oraz będące do dziś Niesłuchy. Wieś jest głównie nastawiona na hodowlę bydła. Na miejscowość składają się dobrze prosperujące gospodarstwa hodowlane bydła. Wieś nie jest gęsto zaludniona, odległość między gospodarstwami wynosi od 100 do 200 m.